# Zamek w Suchej Górnej

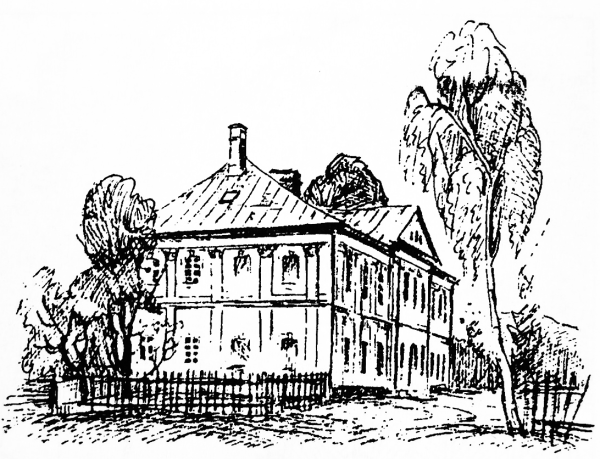
Rycina przedstawiająca stary zamek przed zburzeniem

Zamek w Suchej Górnej – zbudowany w stylu klasycystycznym, stał w gminie Sucha Górna w powiecie karwińskim na terenach dzisiejszej Republiki Czeskiej w latach 1674–1980.

## Historia

### Stary zamek
Pierwsza wzmianka o gminie Sucha pojawiła się w roku 1305 na liście biskupstwa wrocławskiego. W roku 1471, kiedy wioska została przeniesiona z majątku książąt cieszyńskich do rąk miejscowej szlachty, doszło do podziału na Suchą Górną i Suchą Dolną. Natomiast pierwsza wzmianka dotycząca samego zamku, który polecił zbudować Augustyn Bees z Chrościny, pojawiła się w roku 1674. W drugiej połowie XVIII wieku został przebudowany z inicjatywy Rouseckich z Ivaňi w stylu klasycystycznym. W roku 1792 został zakupiony przez Jana Larisch-Mönnicha. W tym okresie zamek już nie był szlachecką rezydencją: zostali w nim ulokowani urzędnicy dworu Larischów. Po II wojnie światowej, w roku 1945 zamek przejęło państwo. Nadal znajdowały się w nim mieszkania dla lokatorów. W latach 60. XX wieku obiekt został wyremontowany przez władze państwowe. Niestety w roku 1979 popadł w ruinę, a mieszkańcy zostali ewakuowani. W roku 1980  obiekt został zburzony.
Według rejestru nieruchomości z roku 1840, zamek stał na ulicy Dělnická, a park zamkowy był ograniczony od strony południowej potokiem Suszanka.

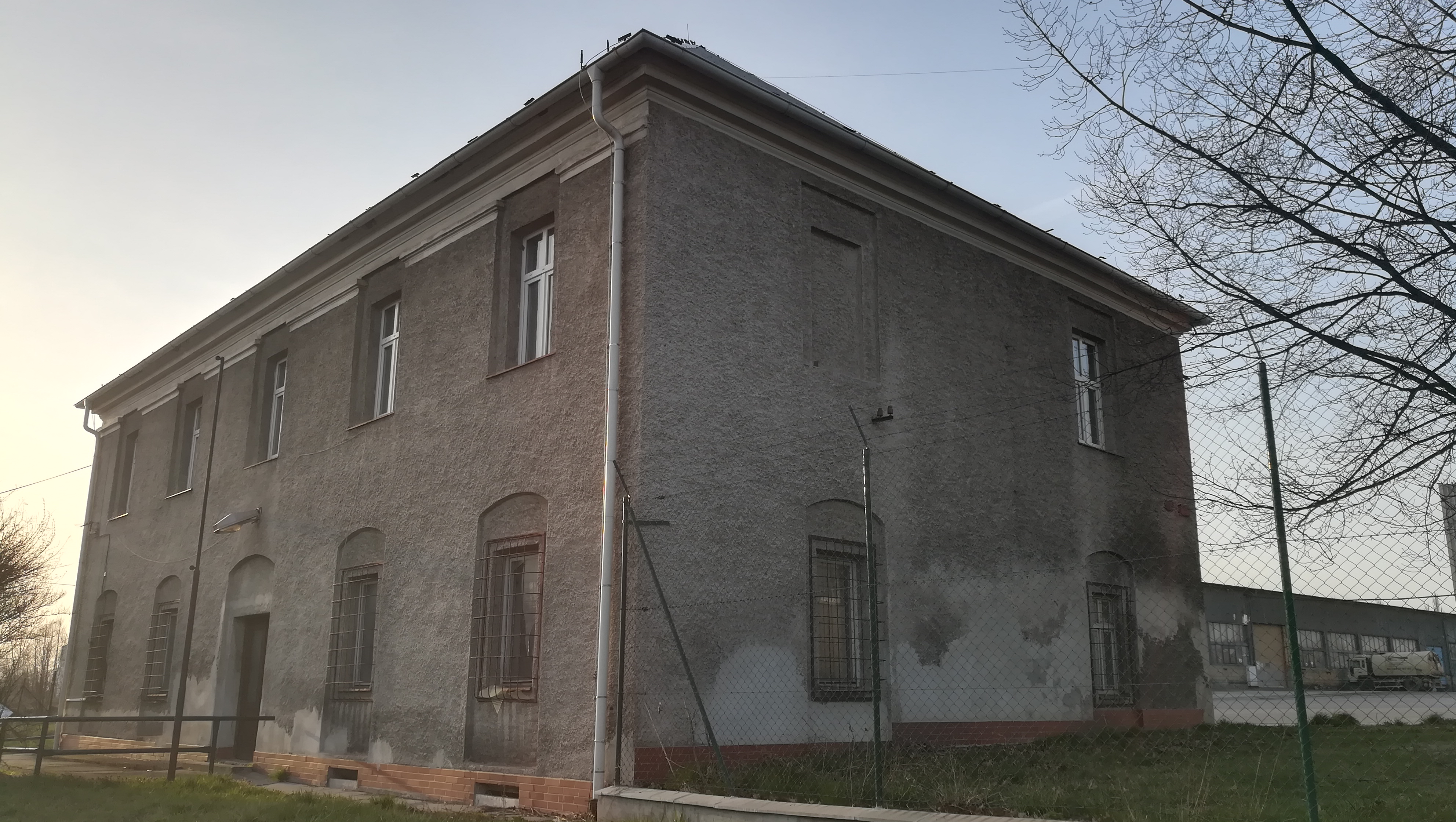
Obecny stan nowego zamku

### Nowy zamek
Nowy zamek został zbudowany przez Larisch-Mönnichów w roku 1823 nieco bardziej na północny zachód od starego zamku, na dzisiejszej ulicy Dělnická. Zbudowany w postaci dwupiętrowego budynku, służył jako siedziba namiestnika dworu. Należał do Larischów do roku 1945, kiedy został włączony do zasobów skarbu państwa Czechosłowackiego w ramach nacjonalizacji majątku niemieckiego. W czasach komunizmu spółka państwowa OKD miała tutaj swoje magazyny, obecnie (po remoncie w latach 90.) znajduje się w budynku filia administracyjna serwisu samochodowego.